# میندورو شرقی
میندورو خاوری یا میندورو اورینتال (Oriental Mindoro) یکی از استان‌های کشور فیلیپین است. این استان در مرکز این کشور قرار گرفته است و بخشی از جزیره میندورو است که از مجموعه جزایر لوزون به شمار می‌رود.
مرکز این استان شهر کالاپان است. جمعیت آن بیش از ششصد و هشتاد هزار نفر است. مساحت این استان کمتر از چهار هزار و چهارصد کیلومتر مربع است .